# Güce
Güce ist eine türkische Stadt und zugleich Verwaltungszentrum des gleichnamigen Landkreises in der Provinz Giresun. Die Stadt liegt ca. 50 km (68 Straßenkilometer) südöstlich der Provinzhauptstadt Giresun.

## Landkreis
Der Landkreis Güce grenzt im Norden und Osten an den Kreis Tirebolu, im Südwesten an den Kreis Doğankent, im Nordwesten an den Kreis Espiye sowie im Südwesten an den Kreis Yağlıdere. Außerdem bildet im  Süden der Kreis Kürtün der Provinz  Gümüşhane eine gemeinsame Grenze. Die Bevölkerungsdichte ist etwas höher als ein Drittel des Provinzdurchschnitts von 64,6 Einwohner pro Quadratkilometer.
Der Kreis wurde 1990 vom südwestlichen Teil des Landkreises Tirebolu abgespalten (Gesetz Nr. 3644). Die abgespaltenen Dörfer waren bis dahin Teil des zentralen Bucak Merkez dieses Kreises. Die letzten Bevölkerungsangaben vor der Gebietsänderung stammen von der Volkszählung 1985 und wiesen 3192 Einwohner für Güce aus.
Ende 2020 bestand der Kreis neben der Kreisstadt (laut Stadtlogo 1975 zur Belediye erhoben) aus 15 Dörfern (Köy) mit durchschnittlich 268 Bewohnern pro Dorf (Gesamtbevölkerung aller Dörfer: 4019 Einw.). Das Dorf Kuluncak ist mit 543 Einwohnern das größte.